# Communauté de communes du Sud Estuaire
Die Communauté de communes du Sud Estuaire (inoffiziell Communauté de communes Sud Estuaire) ist ein französischer Gemeindeverband mit der Rechtsform einer Communauté de communes im Département Loire-Atlantique in der Region Pays de la Loire. Sie wurde am 10. Juni 1996 gegründet und umfasst sechs Gemeinden. Der Verwaltungssitz befindet sich im Ort Paimbœuf.

## Mitgliedsgemeinden
| Gemeinde                               | Einwohner 1. Januar 2022 | Fläche km² | Dichte Einw./km² | Code INSEE | Postleitzahl |
| -------------------------------------- | ------------------------ | ---------- | ---------------- | ---------- | ------------ |
| Corsept                                | 2.615                    | 23,62      | 111              | 44046      | 44560        |
| Frossay                                | 3.289                    | 57,22      | 57               | 44061      | 44320        |
| Paimbœuf                               | 3.030                    | 2          | 1.515            | 44116      | 44560        |
| Saint-Brevin-les-Pins                  | 14.645                   | 19,29      | 759              | 44154      | 44250        |
| Saint-Père-en-Retz                     | 4.701                    | 62,72      | 75               | 44187      | 44320        |
| Saint-Viaud                            | 2.846                    | 32,63      | 87               | 44192      | 44320        |
| Communauté de communes du Sud Estuaire | 31.126                   | 197,48     | 158              | –          | –            |